# Paesaggio culturale di Risco Caído e le montagne sacre di Gran Canaria
Il paesaggio culturale di Risco Caído e le montagne sacre di Gran Canaria sono un sito patrimonio dell'umanità dell'UNESCO dal 7 luglio 2019. Si trova in un centro montuoso della Gran Canaria (Isole Canarie, Spagna) e occupa la quasi totalità della cuenca de Tejeda, il massiccio del Parco naturale di Tamadaba e una parte del canale di Barranco Hondo, un territorio che complessivamente occupa una superficie di 18 000 ettari e che comprende i comuni di Artenara, Tejeda, Gáldar e  Agaete. È il primo sito del patrimonio dell'umanità dell'isola di Gran Canaria e della provincia di Las Palmas e il quinto dell'arcipelago delle Canarie.

## Paesaggio culturale
Il paesaggio culturale ospita un insieme di manifestazioni e opere ben conservate appartenenti a una cultura insulare scomparsa, gli aborigeni delle Canarie, che si è evoluta isolatamente dalla presenza, di popoli berberi o amazigi di origine Nord africana, fino alla conquista da parte della Corona di Castiglia, alla fine del XV secolo, salvo qualche sporadico contatto con le isole, nel XIV secolo, di marinai dell'Europa meridionale alla ricerca delle nuove rotte delle spezie e della tratta atlantica degli schiavi africani.
Il paesaggio culturale occupa una vasta area montuosa nel centro dell'isola che ospita una serie di espressioni uniche all'interno della colossale Caldera de Tejeda, una "tempesta pietrificata" come la definì Miguel de Unamuno:
(Miguel de Unamuno)
È un grande insieme di siti archeologici, insediamenti trogloditi, templi, granai fortificati, grotte con graffiti, come Risco Caído e altri come Roque Bentayga, la "Cueva de los Candiles" nella scogliera di Chapín o il sito archeologico di Acusa.

## Risco Caído
Nello specifico, Risco Caído è riconosciuto come un insieme di grotte situate sulla riva sinistra del Barranco Hondo, che separa i comuni di Artenara e Gáldar. Queste grotte sono scavate a circa 100 metri sopra il fondo del burrone su una sporgenza dello stesso.

### Almogarén o santuario di Risco Caído
Oltre agli usi di cui sopra, la grotta nota come C6 dovrebbe essere un almogarén  o luogo di incontro dei Faycanes (sacerdoti canarii). La grotta ha la particolarità della sua struttura a volta (caso unico nelle isole) e presenta un foro artificiale che, quando riceve la luce dell'alba, produce un peculiare effetto ottico sulle immagini incise sulla parete della grotta. I disegni dei triangoli (forse rappresentazioni del pube) fanno pensare che si tratti di un tempio dedicato alla fertilità. Si ritiene inoltre che fosse utilizzato come osservatorio astronomico dagli aborigeni.

## Critiche e controversie
L'inclusione di Risco Caído nella lista dei siti del patrimonio mondiale dell'UNESCO è stata criticata da alcuni settori, come il matematico José Barrios che considera la mancanza di supporto scientifico per considerarlo davvero un osservatorio astronomico dei Guanci o l'ipoprotezione istituzionale di questo enclave di fronte ad altri a Gran Canaria, come il sito archeologico di Cuatro Puertas. Anche il geografo Eustaquio Villalba, ha messo in discussione l'esistenza di un osservatorio astronomico a Risco Caído. Entrambi criticano anche che un singolo articolo (che considerano con "poca base scientifica"), scritto dallo scopritore del sito, Julio Cuenca, è bastato per una simile dichiarazione a livello internazionale.
Secondo Barrios: "non esiste uno studio scientifico a supporto dell'ipotesi archeoastronomica" (motivo fondamentale per cui il sito è stato dichiarato patrimonio dell'umanità). Allude al fatto che non esistono marcatori astronomici che ratificherebbero questa teoria e che non esiste alcun rapporto tecnico pubblicato che supporti queste affermazioni.